# Guan xiulador gorjablau
El guan xiulador gorjablau (Pipile cumanensis) és una espècie d'ocell de la família dels cràcids(Cracidae) que habita la selva, sovint a prop de corrents fluvials, a l'est de Colòmbia, Guaiana, nord-oest del Brasil, est de l'Equador i del Perú, nord de Bolívia i zona adjacent del sud del Brasil.

## Taxonomia
Aquesta espècie ha estat classificada en dues subespècies:
- P. c. cumanensis (Jacquin, 1784). Des de Colòmbia oriental fins les Guaianes, Brasil Occidental i el Perú.
- P. c. grayi (Pelzeln, 1870). Del sud-oest de Brasil, sud-est del Perú, est de Bolívia i nord-est del Paraguai.

Modernament algunes classificacions separen la segona d'elles com una espècie diferent: guan xiulador gorjablanc(Pipile grayi, Pelzeln, 1870).